# Arboleda, Colombia
Arboleda är en ort i Colombia.   Den ligger i departementet Nariño, i den sydvästra delen av landet, 500 km sydväst om huvudstaden Bogotá. Arboleda ligger 2 134 meter över havet och antalet invånare är 1 736.
Terrängen runt Arboleda är huvudsakligen kuperad, men västerut är den bergig. Terrängen runt Arboleda sluttar söderut. Runt Arboleda är det ganska glesbefolkat, med 28 invånare per kvadratkilometer. Närmaste större samhälle är La Unión, 11,9 km norr om Arboleda. I omgivningarna runt Arboleda växer i huvudsak städsegrön lövskog.